# Quang Nguyễn
Quang H. Nguyễn (sinh năm 1962) là doanh nhân và chính khách người Mỹ gốc Việt đang phục vụ với tư cách là thành viên Đảng Cộng hòa của Hạ viện Arizona cho Khu bầu cử số 1 từ năm 2021. Khu bầu cử này bao gồm hầu hết Quận Yavapai và một phần Quận Maricopa.

## Thân thế và học vấn
Quang Nguyễn chào đời tại Việt Nam Cộng hòa vào năm 1962 và ra đi năm 12 tuổi cùng gia đình mình sau khi Sài Gòn thất thủ ngày 30 tháng 4 năm 1975. Nguyễn tốt nghiệp Đại học Tiểu bang California, Long Beach với bằng cử nhân giáo dục công nghệ.

## Hạ viện Arizona
Nguyễn lần đầu tiên ứng cử vào Hạ viện Arizona tại Khu bầu cử số 1 vào năm 2020. Trước khi trở thành một quan chức dân cử, Nguyễn từng lập nên công ty tiếp thị Caddis Advertising. Ông cũng tích cực trong các hoạt động bảo thủ và diễn thuyết trước công chúng. Ông đứng đầu trong cuộc bầu cử sơ bộ bề thế của Đảng Cộng hòa với 30,4% tổng số phiếu bầu. Cùng với Judy Burges, ông đã giành chiến thắng trong cuộc tổng tuyển cử và đánh bại Judy Stahl thuộc Đảng Dân chủ.

### Nhiệm kỳ
Giữa đại dịch COVID-19 ở Arizona, Nguyễn bèn ký vào một lá thư thúc giục Thống đốc Doug Ducey trừng phạt các khu học chính thực thi quy định bắt buộc đeo khẩu trang đối với học sinh.
Nguyễn chống phá thai, bài trừ thẻ vắc-xin và ủng hộ cắt giảm thuế. Ông cực lực phản đối chủ nghĩa cộng sản, viện dẫn kinh nghiệm sống ở Sài Gòn trong chiến tranh Việt Nam. Tháng 11 năm 2021, ông đã tài trợ cho Dự luật Hạ viện (HB) 2008 yêu cầu Hội đồng Giáo dục Tiểu bang Arizona cập nhật chương trình giáo dục công dân ở trường trung học để đưa vào những câu chuyện chống cộng của những người như Nguyễn từng chạy trốn khỏi các quốc gia cộng sản. Trong phiên điều trần thứ ba đầu tiên, đạo luật đã không được thông qua tại Thượng viện, nhưng sau khi xem xét lại mới được thông qua với 16 phiếu thuận và 12 phiếu phản đối. Ducey chính thức ký thành luật vào ngày 17 tháng 6 năm 2022.

### Phân công ủy ban
Kể từ phiên họp Cơ quan lập pháp lần thứ 55, Nguyễn phục vụ trong các ủy ban sau đây:
- Quân sự và An ninh Công cộng (Phó chủ tịch)
- Kế toán
- Giáo dục
- Tư pháp

### Lịch sử bầu cử
| Đảng                                                                     | Đảng                                                                                  | Thành viên                                                                            | Phiếu bầu                                                                             | %                                                                                     |
| ------------------------------------------------------------------------ | ------------------------------------------------------------------------------------- | ------------------------------------------------------------------------------------- | ------------------------------------------------------------------------------------- | ------------------------------------------------------------------------------------- |
|                                                                          | Cộng hòa                                                                              | Judy Burges                                                                           | 92,058                                                                                | 40.8%                                                                                 |
|                                                                          | Cộng hòa                                                                              | Quang Nguyen                                                                          | 86,405                                                                                | 38.3%                                                                                 |
|                                                                          | Dân chủ                                                                               | Judy Stahl                                                                            | 47,204                                                                                | 20.9%                                                                                 |
| Tổng số phiếu                                                            | Tổng số phiếu                                                                         | Tổng số phiếu                                                                         | 225,667                                                                               | 100%                                                                                  |
| style="background-color: Bản mẫu:Arizona Republican Party/meta/color" \| | [[Arizona Republican Party\|Bản mẫu:Arizona Republican Party/meta/shortname]] giữ ghế | [[Arizona Republican Party\|Bản mẫu:Arizona Republican Party/meta/shortname]] giữ ghế | [[Arizona Republican Party\|Bản mẫu:Arizona Republican Party/meta/shortname]] giữ ghế | [[Arizona Republican Party\|Bản mẫu:Arizona Republican Party/meta/shortname]] giữ ghế |
| style="background-color: Bản mẫu:Arizona Republican Party/meta/color" \| | [[Arizona Republican Party\|Bản mẫu:Arizona Republican Party/meta/shortname]] giữ ghế | [[Arizona Republican Party\|Bản mẫu:Arizona Republican Party/meta/shortname]] giữ ghế | [[Arizona Republican Party\|Bản mẫu:Arizona Republican Party/meta/shortname]] giữ ghế | [[Arizona Republican Party\|Bản mẫu:Arizona Republican Party/meta/shortname]] giữ ghế |

## Đời tư
Nguyễn là tín hữu Công giáo. Ông sống ở Prescott Valley cùng với vợ mình tên là Mai làm y tá ghi danh. Con gái của họ đang phụng sự Hải quân Mỹ.